# Indvandring til Canada
Indvandring til Canada er den proces, hvorved  folk migrerer til Canada for permanent at blive bosiddende i landet. Mange, men ikke alle, bliver canadiske statsborgere. Efter 1947 gennemgik den canadiske indvandringslovgivning mange gennemgribende ændringer, hvoraf de mest udslagsgivende var Immigration Act, 1976 og den senere Immigration and Refugee Protection Act fra 2002.
I Canada er der fire kategorier af indvandrere: familieklasse (nært beslægtede personer til canadiske statsborgere, der bor i Canada); økonomiske immigranter (veluddannede arbejdere og forretningsfolk); andre (mennesker der accepteres som indvandrere af humanitære eller medmenneskelige grunde); og flygtninge (mennesker der flygter fra forfølgelse, tortur eller grusom og usædvanlig afstraffelse).
For tiden er Canada kendt som et land med en bred indvandringspolitik, hvilket kommer til udtryk i Canadas etniske diversitet. Ifølge folketællingen fra 2001 lavet af Statistics Canada har Canada 34 etniske grupper med mindst 100.000 medlemmer hver, hvoraf 10 udgør over 1.000.000 mennesker. 16,2 % af befolkningen tilhørte synlige minoriteter: talrigest blandt disse var sydasiatiske (4,0 % af befolkningen), kinesiske (3,9 %), sorte (2,5 %) og filippinske (1,1 %). Dog oversteg (ikke-britiske, irske eller franske) usynlige minoriteter de synlige minoriteter, hvoraf de største grupper var tyske (10,18 %) og italienske (4,63 %), hvor 3,87 % var ukrainske, 3,87 % var hollandske og 3,15 % var polske. ("Nordamerikanske Indianere", en gruppe som muligvis inkluderer migranter af oprindelig indiansk oprindelse fra USA eller Mexico, men som hovedsageligt betragtes som immegranter, udgør 4,01 % af den nationale befolkning). Andre ikke-synlige etniske oprindelser inkluderer russere (1,60 %), nordmænd (1,38 %), portugisere (1,32 %) og svenskere (1,07 %).